# إيغان بيرنال
إيغان بيرنال (بالإسبانية: Egan Bernal)‏ (و. 1997  م) هو راكب دراجة هوائية، من كولومبيا، شارك في جيرو ديل ترينتينو 2016، وطواف لانكاوي 2017، وفولتا سان خوان 2017، وتيرينو ادرياتيكو 2017، وتور دي أفينير 2017.

## سباقات أو مراحل فاز بها
| التاريخ        | السباق                                                                            | المركز                                                                                            |
| -------------- | --------------------------------------------------------------------------------- | ------------------------------------------------------------------------------------------------- |
| 27 مارس 2016   | كوبي وبارتالي 2016                                                                |                                                                                                   |
| 22 أبريل 2016  | جيرو ديل ترينتينو 2016                                                            |                                                                                                   |
| 22 مايو 2016   | طواف بيهور-بيلوتو 2016                                                            |                                                                                                   |
| 19 يونيو 2016  | طواف سلوفينيا 2016                                                                |                                                                                                   |
| 27 أغسطس 2016  | تور دي أفينير 2016                                                                | الرابع في التصنيف العام، الخامس في تصنيف الجبال                                                   |
| 01 يناير 2017  | أوكولو سلوفينسكا 2017                                                             | الثالث في تصنيف أفضل شاب، الثامن في تصنيف الجبال                                                  |
| 29 يناير 2017  | فولتا سان خوان 2017                                                               | الأول في تصنيف أفضل شاب، التاسع في التصنيف العام                                                  |
| 01 مارس 2017   | طواف لانكاوي 2017                                                                 | السابع في التصنيف العام                                                                           |
| 05 مارس 2017   | جي بي إندوستريا وأرتيجياناتو 2017                                                 | الخامس في التصنيف العام                                                                           |
| 14 مارس 2017   | تيرينو ادرياتيكو 2017                                                             | الثاني في تصنيف أفضل شاب                                                                          |
| 26 مارس 2017   | كوبي وبارتالي 2017                                                                | الثالث في التصنيف العام                                                                           |
| 09 أبريل 2017  | جيرو أبنينس 2017                                                                  | الثاني في التصنيف العام                                                                           |
| 21 أبريل 2017  | جيرو ديل ترينتينو 2017                                                            | التاسع في التصنيف العام                                                                           |
| 18 يونيو 2017  | طواف باي دو سافوا 2017                                                            |                                                                                                   |
| 09 يوليو 2017  | طواف سيبيو للدراجات 2017                                                          | الأول في التصنيف العام، الأول في تصنيف أفضل شاب، الأول في تصنيف النقاط، الثاني في تصنيف الجبال    |
| 27 أغسطس 2017  | تور دي أفينير 2017                                                                | الأول في التصنيف العام، الثاني في تصنيف الجبال                                                    |
| 16 سبتمبر 2017 | ميموريال ماركو بانتاني 2017                                                       |                                                                                                   |
| 27 سبتمبر 2017 | جيرو دي توسكانا 2017                                                              |                                                                                                   |
| 05 أكتوبر 2017 | ميلانو-تورينو 2017                                                                | المرتبة 16 في التصنيف العام                                                                       |
| 07 أكتوبر 2017 | طواف لومبارديا 2017                                                               | المرتبة 13 في التصنيف العام                                                                       |
| 21 يناير 2018  | داون أندر 2018                                                                    | الأول في تصنيف أفضل شاب، السادس في التصنيف العام                                                  |
| 02 فبراير 2018 | بطولة كولومبيا لسباق الدراجات ضد الزمن 2018                                       |                                                                                                   |
| 11 فبراير 2018 | طواف كولومبيا 2018                                                                | الأول في التصنيف العام، الأول في تصنيف أفضل شاب، الأول في تصنيف الجبال، الخامس في تصنيف النقاط    |
| 29 أبريل 2018  | طواف روماندي 2018                                                                 | الأول في تصنيف أفضل شاب، الثاني في التصنيف العام، الثاني في تصنيف الجبال، الثالث في تصنيف النقاط  |
| 19 مايو 2018   | طواف كاليفورنيا 2018                                                              | الأول في التصنيف العام، الأول في تصنيف أفضل شاب، الثالث في تصنيف الجبال، الثالث في تصنيف النقاط   |
| 29 يوليو 2018  | سباق طواف فرنسا 2018                                                              | المرتبة 15 في التصنيف العام، الثاني في تصنيف أفضل شاب                                             |
| 10 أكتوبر 2018 | ميلانو-تورينو 2018                                                                | العاشر في التصنيف العام                                                                           |
| 13 أكتوبر 2018 | طواف لومبارديا 2018                                                               | المرتبة 12 في التصنيف العام                                                                       |
| 01 يناير 2019  | طواف أمريكا للدراجات 2019                                                         |                                                                                                   |
| 01 فبراير 2019 | بطولة كولومبيا لسباق الدراجات ضد الزمن 2019                                       |                                                                                                   |
| 17 فبراير 2019 | طواف كولومبيا 2019                                                                | الرابع في التصنيف العام، الرابع في تصنيف أفضل شاب، الرابع في تصنيف النقاط، التاسع في تصنيف الجبال |
| 17 مارس 2019   | باريس-نايس 2019                                                                   | الأول في التصنيف العام، الأول في تصنيف أفضل شاب                                                   |
| 31 مارس 2019   | فولتا كاتالونيا 2019                                                              | الثاني في تصنيف أفضل شاب، الثالث في التصنيف العام، الخامس في تصنيف الجبال                         |
| 23 يونيو 2019  | طواف سويسرا 2019                                                                  | الأول في التصنيف العام، الأول في تصنيف أفضل شاب، الثاني في تصنيف الجبال، الرابع في تصنيف النقاط   |
| 28 يوليو 2019  | سباق طواف فرنسا 2019                                                              | الأول في التصنيف العام، الأول في تصنيف أفضل شاب، الثاني في تصنيف الجبال                           |
| 30 يوليو 2019  | 2019 Natourcriterium Roeselare                                                    |                                                                                                   |
| 18 سبتمبر 2019 | جيرو دي توسكانا 2019                                                              | الثاني في التصنيف العام                                                                           |
| 05 أكتوبر 2019 | طواف إيميليا 2019                                                                 | التاسع في التصنيف العام                                                                           |
| 09 أكتوبر 2019 | ميلانو-تورينو 2019                                                                | السادس في التصنيف العام                                                                           |
| 10 أكتوبر 2019 | غران بيمونتي 2019                                                                 | الأول في التصنيف العام                                                                            |
| 12 أكتوبر 2019 | طواف لومبارديا 2019                                                               | الثالث في التصنيف العام                                                                           |
| 16 فبراير 2020 | طواف كولومبيا 2020                                                                | الثاني في تصنيف الجبال، الثالث في تصنيف أفضل شاب، الرابع في التصنيف العام، السابع في تصنيف النقاط |
| 04 أغسطس 2020  | روت دو دوكسيتاني 2020                                                             | الأول في التصنيف العام، الأول في تصنيف أفضل شاب، الأول في تصنيف النقاط، الخامس في تصنيف الجبال    |
| 09 أغسطس 2020  | طواف أين 2020                                                                     | الثاني في التصنيف العام، الثاني في تصنيف النقاط، الرابع في تصنيف الجبال                           |
| 01 يناير 2021  | طواف أمريكا للدراجات 2021                                                         |                                                                                                   |
| 14 فبراير 2021 | تور دي لا بروفانس 2021                                                            | الثاني في تصنيف أفضل شاب، الثالث في التصنيف العام                                                 |
| 03 مارس 2021   | تروفيو لايقويليا 2021                                                             | الثاني في التصنيف العام                                                                           |
| 06 مارس 2021   | ستراد بينك 2021                                                                   | الثالث في التصنيف العام                                                                           |
| 16 مارس 2021   | تيرينو ادرياتيكو 2021                                                             | الثاني في تصنيف أفضل شاب، الرابع في التصنيف العام                                                 |
| 30 مايو 2021   | طواف إيطاليا 2021                                                                 | الأول في التصنيف العام، الأول في تصنيف أفضل شاب، الثاني في تصنيف الجبال، الخامس في تصنيف النقاط   |
| 31 يوليو 2021  | طواف سان سيباستيان 2021                                                           | المرتبة 16 في التصنيف العام                                                                       |
| 05 سبتمبر 2021 | طواف إسبانيا 2021                                                                 | الثاني في تصنيف أفضل شاب، السادس في التصنيف العام، التاسع في تصنيف الجبال، التاسع في تصنيف النقاط |
| 30 أبريل 2023  | طواف روماندي 2023                                                                 | الثامن في التصنيف العام                                                                           |
| 14 مايو 2023   | طواف المجر 2023                                                                   | الثامن في التصنيف العام                                                                           |
| 25 يناير 2024  | 2024 Colombia National Road Cycling Championships - Men ITT                       | السادس في التصنيف العام                                                                           |
| 28 يناير 2024  | 2024 Colombia National Road Cycling Championships - Men RR                        | الثالث في التصنيف العام                                                                           |
| 11 فبراير 2024 | طواف كولومبيا 2024                                                                | الرابع في تصنيف الجبال، الخامس في التصنيف العام                                                   |
| 25 فبراير 2024 | غران كامينيو 2024                                                                 | الثاني في تصنيف النقاط، الثالث في التصنيف العام، السابع في تصنيف الجبال                           |
| 10 مارس 2024   | باريس-نيس 2024                                                                    | العاشر في تصنيف النقاط، السابع في التصنيف العام                                                   |
| 24 مارس 2024   | فولتا كاتالونيا 2024                                                              | الثالث في التصنيف العام، الخامس في تصنيف الجبال، الخامس في تصنيف النقاط                           |
| 28 أبريل 2024  | طواف روماندي 2024                                                                 | العاشر في التصنيف العام                                                                           |
| 16 يونيو 2024  | طواف سويسرا 2024                                                                  | الثاني في تصنيف الجبال، الرابع في التصنيف العام                                                   |
| 06 فبراير 2025 | Contre-la-montre masculin aux championnats de Colombie de cyclisme sur route 2025 | الأول في التصنيف العام                                                                            |
| 09 فبراير 2025 | Course en ligne masculine aux championnats de Colombie de cyclisme sur route 2025 | الأول في التصنيف العام                                                                            |

## روابط خارجية
- إيغان بيرنال على موقع الاتحاد الدولي للدراجات (الإنجليزية)
- إيغان بيرنال على موقع أرشيف الدراجات (الإنجليزية)
- إيغان بيرنال على موقع إحصائيات الدراجات الإحترافية (الإنجليزية)
- إيغان بيرنال على موقع نسبة الدراجات (الإنجليزية)
- إيغان بيرنال على موقع CycleBase (الإنجليزية)